# Batticaloa
Batticaloa è una città dello Sri Lanka, situata nella Provincia Orientale.
Fu la capitale dello Sri Lanka. Ospita l'Universita dell'Est dello Sri Lanka.